# Swinomish (tribu)
Los Swinomish son una tribu amerindia del oeste del estado de Washington en Estados Unidos. La tribu vive en la Isla Fidalgo cercana a las Islas San Juan en el Condado de Skagit, Washington cerca del pueblo de La Conner. El Condado de Skagit está situado a unos 113.5 km (70 millas) al norte de Seattle. 
Los Swinomish se trasladaron a una reserva tras firmar el Tratado de Point Elliott en 1855. Su pueblo habla un dialecto del idioma Salishan Lushootseed. El estilo de vida de los Swinomish, como el de muchas tribus de la Costa Noroeste, se basaba en la pesca del salmón y la recolección marisco.
La reserva Swinomish es una confederación formada por distintas tribus de la Costa Salish, que incluye a los Swinomish, los Kikyalus, los del Bajo Skagit, y los Samish.